# 圣凯瑟琳教堂 (汉堡)

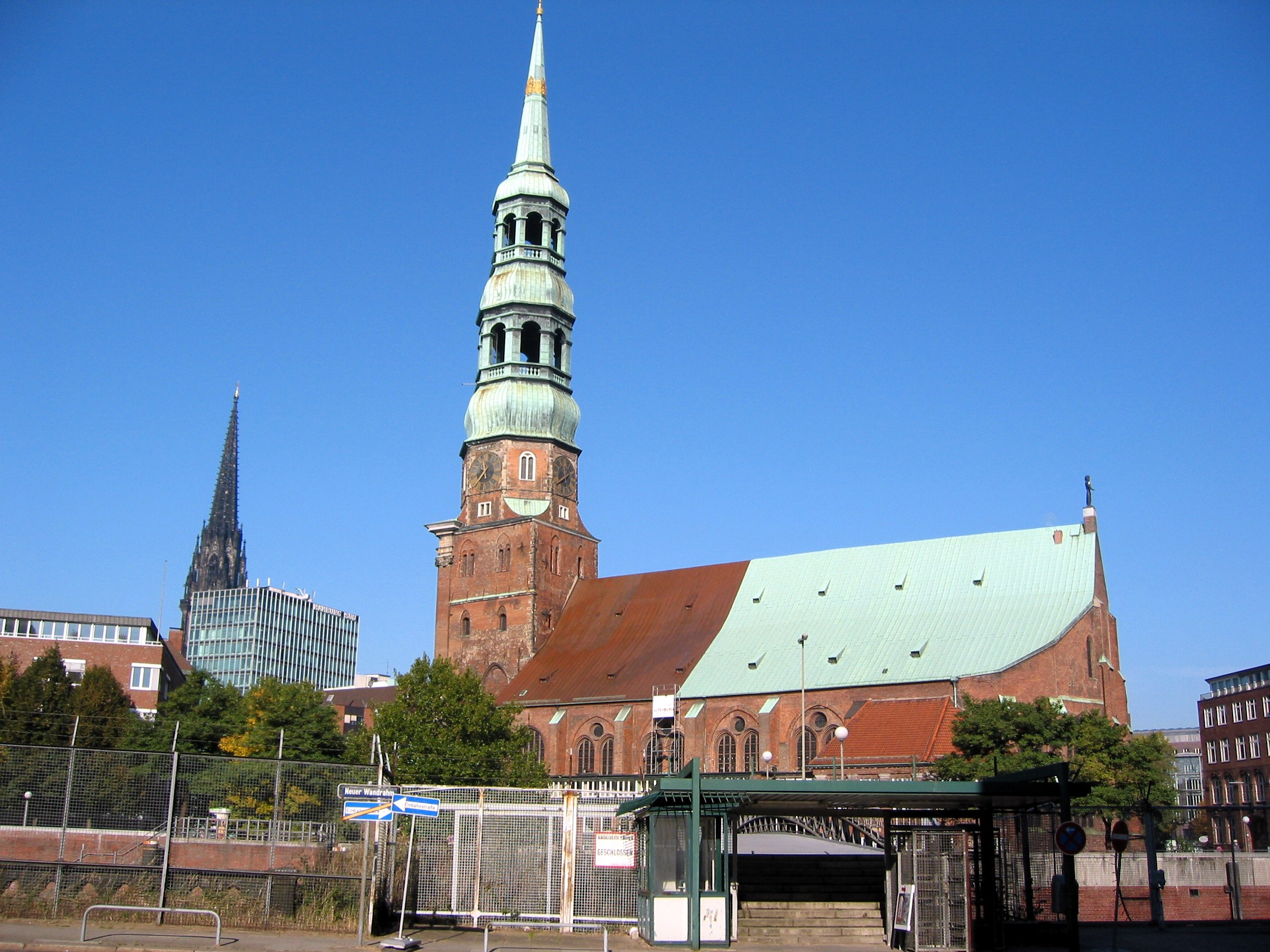
汉堡圣凯瑟琳教堂，背景是圣尼古拉教堂的尖顶）

汉堡圣凯瑟琳教堂（德語：Hauptkirche Sankt Katharinen）是德国汉堡的5座主要新教教堂之一。其尖顶的基础可追溯到13世纪，是该市现存最古老的建筑。它坐落在一个小岛上，那里在中世纪是城市的南部边缘，正对着古老的易北河港区。传统上，这是海员的教堂。